# Emberiza chrysophrys
El escribano cejigualdo (Emberiza chrysophrys), es una especie de ave paseriforme de la familia Emberizidae. Se reproduce en el este de Siberia y migra durante el inverno al centro y sur de China. Es un vagabundo raro el oeste de Europa. Habita en bosques de coníferas y mixtos con pequeñas áreas abiertas. Se alimenta principalmente de semillas e insectos.